# Haa Alif

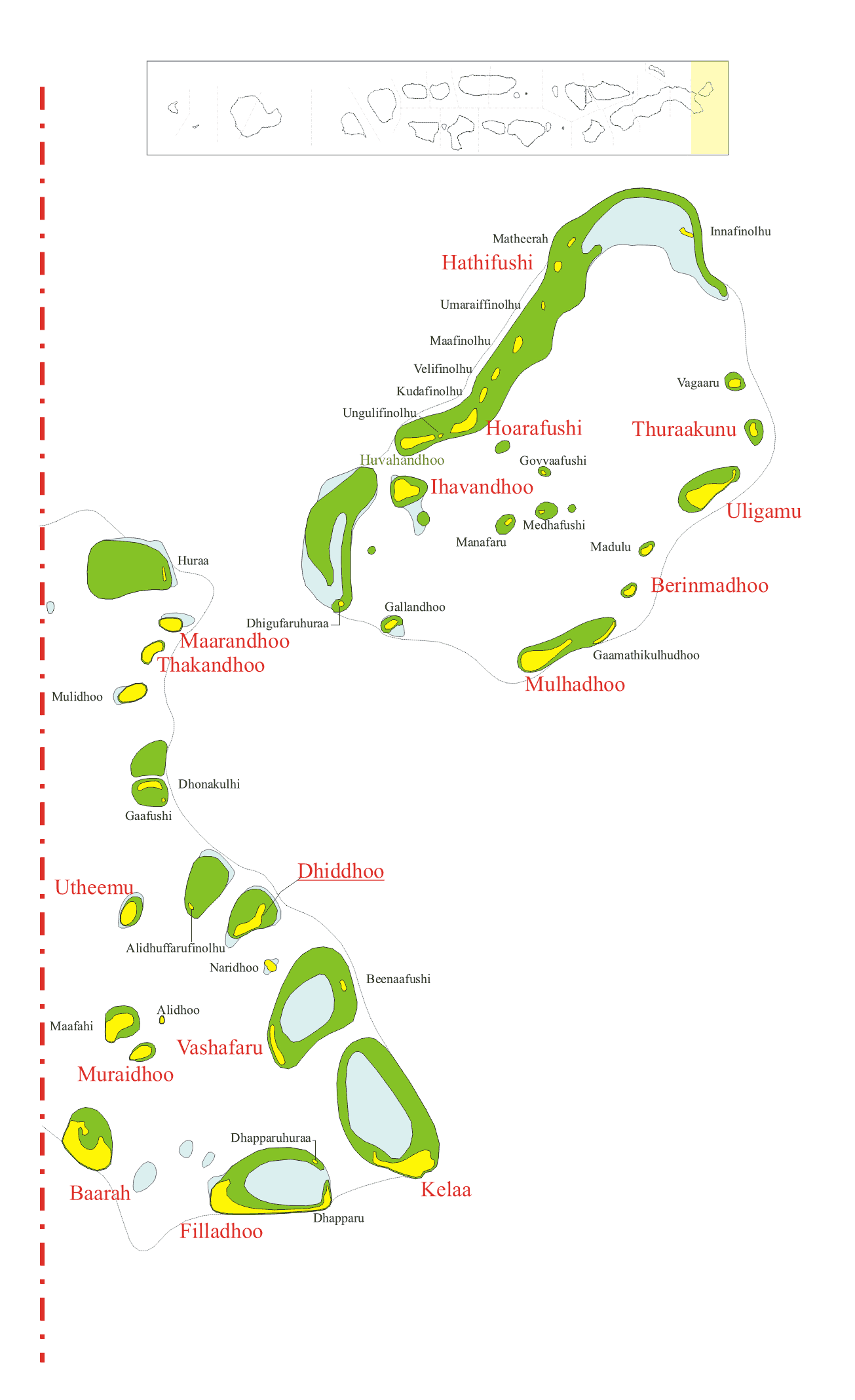
Mapa atolu

Haa Alif, oficiálně Thiladhunmathi Uthuruburi (Severní Thiladhunmathi) je nejsevernější administrativní atol na Maledivách. Má 42 ostrovů, 16 z nich je obydlených. Počet obyvatel je 19 470. Atol řídí Mohamed Rasheed. Hlavní město je Dhidhdhoo. Nachází se na dvou přírodních atolech Ihavandhippolhu a severní části přírodního atolu Thiladhunmathi.

## Obydlené ostrovy
- Baarah
- Berinmadú
- Dhidhdhoo
- Filladhoo
- Hatifusi
- Hoarafushi
- Ihavandhoo
- Kelaa
- Maarandhoo
- Mulhadhoo
- Muraidhoo
- Thakandhoo
- Thuraakunu
- Uligamu
- Utheemu
- Vashafaru

## Neobydlené ostrovy
Alidhoo, Alidhuffarufinolhu, Beenaafushi, Dhapparu, Dhapparuhuraa, Dhigufaruhuraa, Dhonakulhi, Gaafushi, Gaamathikulhudhoo, Gallandhoo, Govvaafushi, Huraa, Huvahandhoo, Innafinolhu, Kudafinolhu, Maafahi, Maafinolhu, Madulu, Manafaru, Matheerah, Medhafushi, Mulidhoo,
Naridhoo, Umaraiffinolhu, Ungulifinolhu, Vagaaru, Velifinolhu